# Estadio municipal de Linarejos
El estadio municipal de Linarejos es la instalación deportiva oficial del Linares Deportivo, ubicado en la ciudad homónima, en la provincia de Jaén (España). Fue inaugurado en Noviembre de 1956.

## Instalaciones
Cuenta con 37 000 metros cuadrados de recinto deportivo total, en los cuales tiene cabida un campo de fútbol de césped artificial, una pista de fútbol sala, una pista de tenis, otra pista de baloncesto, y por supuesto un campo de fútbol de césped natural. 
El estadio fue construido próximo al anterior estadio municipal de la ciudad, situado en la avenida 1.º de Mayo s/n.º.

## Historia
En sus dos primeros años de historia el terreno de juego era de superficie de tierra, hasta que en 1958 fue presentado con césped en un partido que disputó el equipo de la ciudad que en aquellos años se llamaba Linares CF, y que jugaba en tercera división. Las medidas del terreno de juego son las de 106,5 x 70,5 metros.
El estadio ha sufrido varios cambios desde su creación como la reforma llevaba a cabo en la temporada 73-74, electrificándose el estadio, o la ampliación del graderío hasta llegar a los alrededor de 10.000 espectadores actuales.
Este estadio ha paseado a la ciudad de Linares desde Segunda hasta las categorías más bajas de nuestro fútbol, pasando por supuesto por Segunda B y Tercera.